# 3. gardna zračnoprevozna divizija (ZSSR)
Za druge 3. divizije glejte 3. divizija.
3. gardna zračnoprevozna divizija je bila gardna zračnoprevozna divizija v sestavi Rdeče armade med drugo svetovno vojno.

## Zgodovina
Divizija je bila ustanovljena decembra 1942 z reorganizacijo ostankov 8. zračnoprevoznega korpusa. 
Med drugo svetovno vojno je sodelovala v bitki za Demjansk, za Kursk in za Dunaj.

## Organizacija
- štab
- 2. gardni strelski polk
- 8. gardni strelski polk
- 10. gardni strelski polk
- 2. gardni artilerijski polk